# Prêmios do The Doors
Este são os prêmios que a banda The Doors ganhou durante sua carreira:

## Certificados da RIAA
Estas estatísticas foram compiladas do banco de dados online da RIAA.
- The Doors - Disco de Platina Quádruplo (29 de janeiro de 2007)
- Strange Days - Disco de Platina (15 de novembro de 2001)
- Waiting for the Sun - Disco de Platina (10 de junho de 1987)
- The Soft Parade - Disco de Platina (10 de junho de 1987)
- Morrison Hotel - Disco de Platina (15 de novembro de 2001)
- L.A. Woman - Disco de Platina Duplo (10 de junho de 1987)
- An American Prayer - Disco de Platina (15 de novembro de 2001)
- "Light My Fire" - Disco de Ouro (11 de setembro de 1967)
- "Hello, I Love You" - Disco de Ouro (28 de agosto de 1968)
- "Touch Me" - Disco de Ouro (13 de fevereiro de 1969)

## Award Shows
Estas estatísticas foram compiladas através do banco de dados do site The Envelope, do Los Angeles Times.
- The Doors - Performer Inductees, Rock and Roll Hall of Fame (1993) (vencedor)
- The Doors - Hall of Fame, Grammy Awards (2001) (vencedor)